# 스즈란노사토역
스즈란노사토역(일본어: すずらんの里駅, すずらんのさとえき)은 일본 나가노현 스와군 후지미정에 있는 동일본 여객철도 주오 본선의 역이다.
1985년에 개업을 한 역으로, 주오 본선의 역 중 가장 최근에 개업한 역이다.
현재는 무인역으로 영업을 하고 있다.

## 타는 곳
| 하행선 | ■주오 본선 | 가미스와・시오지리・마쓰모토 방면       |
| 상행선 | ■주오 본선 | 고부치자와・고후・하치오지・신주쿠 방면 |

## 인접역
| 동일본 여객철도 주오 본선 | 동일본 여객철도 주오 본선 | 동일본 여객철도 주오 본선 |
| ------------------------- | ------------------------- | ------------------------- |
| 후지미 다치카와 방면      | ■ 주오 본선 보통          | 아오야기 마쓰모토 방면    |